# La città di Ember
La città di Ember è un romanzo di fantascienza scritto da Jeanne DuPrau. Nel romanzo viene descritto un futuro apocalittico in cui gli esseri umani sono costretti a vivere in una città sotterranea, dalla quale poi usciranno, grazie all'aiuto dei protagonisti.
Il libro fa parte della Quadrilogia di Ember, che oltre a questo libro si compone anche dei due sequel, Gente di Sparks e Il diamante di Darkhold, e un prequel, La profetessa di Yonwood, ambientato mezzo secolo prima della fondazione di Ember.

## Trama
In un futuro apocalittico, a causa di una grande guerra della quale non si precisa la natura, la superficie terrestre rimarrà inabitabile per circa 200 anni, con la probabilità dell'estinzione della specie umana. Un gruppo di ingegneri, scienziati e architetti si riuniscono in un bunker per progettare la città di Ember, resa autosufficiente per soli due secoli e che permette agli esseri umani di sopravvivere. In una cassetta di metallo, sulla quale è appoggiato un timer che indica i 200 anni, vengono riposte le istruzioni, scritte dai costruttori stessi e che solo il sindaco è autorizzato a conoscere, per far uscire gli Emberiani dal sottosuolo.
Per oltre 140 anni la città resta prospera e sicura ma il settimo sindaco muore a causa di un'epidemia di tosse, non permettendogli di consegnare la cassetta al suo successore, e che quindi viene riposta e dimenticata. Passati oltre settant'anni la città inizia a cadere a pezzi poiché le scorte di cibo sono quasi esaurite e le serre fruttano scarsi rendimenti. Nonostante una terribile carestia in atto, le case che cadono in frantumi, il materiale di riserva per la manutenzione in esaurimento, il vero problema sono i guasti al malandato generatore idroelettrico della città che illumina artificialmente la città, e che ora si disattiva ad intermittenza. 
Nel frattempo il sindaco in carica, un uomo egoista, antipatico e ingordo, tramite un addetto al magazzino di nome Looper costruisce un bunker segreto nelle tubature e comincia a trafugare le ormai scarse scorte di cibo che si trovano nei magazzini. Intanto nella scuola cittadina una ragazza, Lina Mayfleet, e un ragazzo, Doon Arrow, attendono con pazienza l'assegnazione del loro lavoro nella seconda delle due festività principali di Ember, il giorno dei canti, e il giorno delle assegnazioni. Lina vorrebbe diventare una messaggera, mentre Doon un elettricista, ma lui viene scelto come messaggero e lei come idraulico. Scambiatisi le mansioni i due iniziano a svolgere i propri compiti. Lina è rimasta orfana in seguito all'epidemia di tosse, così abita con la nonna. Un giorno scopre una misteriosa scatola, trovata da sua sorella Poppy, nello scantinato di sua nonna, con degli strani foglietti gialli che riesce a ricomporre scoprendo che si tratta delle istruzioni per fuggire via da Ember. 
Insieme a Doon e Poppy decide di lasciare la città con l'aiuto del sindaco, ma scoprendolo a rubare il cibo scatenano una caccia ad essi, ufficialmente accusati di aver violato le regole. Alla fine raggiungono la zona di uscita dove grazie a Sul, il principale di Doon, riescono a sbloccare un sistema di imbarcazioni ed il fiume sotterraneo per mezzo del quale uscire dalla città. 
Appena raggiunta la superficie trovano un taccuino dei primi colonizzatori di Ember. Scoperta la splendente natura della superficie e la luce del sole decidono di gettare un messaggio nella città allo scopo di invitare gli altri abitanti uscire. Il messaggio viene trovato da una signora: Mrs Murdo.

## Personaggi
- Lina Mayfleet - protagonista, nonché una pimpante e serena ragazza orfana dei genitori, la prima a scoprire la verità sulla città di Ember.
- Doon Arrow - ragazzo simpatico e bizzarro, il secondo a venire a sapere della verità sulla città di Ember.
- Sindaco Cole - principale antagonista, un uomo grasso, egoista e antipatico che ruba il cibo alla sua stessa città.
- Looper - principale aiutante del sindaco, addetto al magazzino che ruba il cibo per conto del sindaco.
- Signora Murdo - signora alta e magra che adora molto cantare, soprattutto nel giorno dei canti; sarà lei a trovare il messaggio di Lina.
- Nonna - signora anziana; nonna di Lina che muore nel corso della storia.

## Adattamenti
La saga della Quadrilogia di Ember venne acquistata dalla Playtone allo scopo di produrre una saga cinematografica. Nel 2008 è uscito nelle sale cinematografiche mondiali, Ember - Il mistero della città di luce, con come interpreti Saoirse Ronan, Harry Treadaway e Bill Murray e con la regia di Gil Kenan. Il film però fu un flop al botteghino e vennero così scartati i piani per i sequel del film.